# خوسيه مانويل ريفيرا
خوسيه مانويل ريفيرا (بالإسبانية: José Manuel Rivera)‏ (16 يونيو 1986 بغوادالاخارا في المكسيك - ) هو لاعب كرة قدم مكسيكي في مركز الوسط. لعب مع نادي باتشوكا ونادي بودابست هونفيد ونادي تشياباس ونادي تولوكا ونادي روفانييمن بالوسورا ونادي سبارتاك ترنافا ونادي شيفاز يو إس أي وأتلاتيكو إيرابواتو وMurciélagos F.C. ‏ وFF Jaro ‏.

## وصلات خارجية
- خوسيه مانويل ريفيرا على موقع الدوري الأمريكي (الإنجليزية)
- خوسيه مانويل ريفيرا على موقع قاعدة بيانات كرة القدم.إي يو (الإنجليزية)